# ADEN (機関砲)
ADENは、主にイギリスの航空機が使用する30mm機関砲である。

## 開発
ADENという名称は、設計を行った軍備設計開発機構（Armament Development Establishment）と、製造を行ったエンフィールド（Enfield）に由来する。1940年代後半に第二次世界大戦でも用いられたイスパノ・スイザ HS.404を代替する目的で開始された。フランスのDEFA 550やアメリカのポンティアック M39と同様に、ADENの作動方式はドイツが試験的に開発したものの、実戦に投入できなかったマウザーMG 213をもとにしたリヴォルヴァーカノンを用いている。ADENの実戦配備は、1954年にホーカー ハンターに搭載されたのが最初で、その後も1980年代にトーネード IDSが登場するまで、多くのイギリス軍航空機に搭載された。
現行型はADEN Mk 4である。初速は741m/sと、HS.404の850m/sと比較して劣っているが、より大口径・大重量の弾丸がより致命的なダメージを与え、また、約1,300発毎分という、より高い発射レートを有する。
さらに、改良型としてADEN Mk 5があり、信頼性向上のための多くの小さな改良と毎分1,500-1,700へ発射レート高速化のための改良を織り込んでいる。新規の生産はなされてはいないが改良という形で取り替えられ、Mk 5 Stradenと改称されている。
ADENを内蔵武装として搭載する航空機は、A-4SU スーパースカイホーク、イングリッシュ・エレクトリック ライトニング、フォーランド ナット（およびアジート）、ホーカー ハンター、グロスター ジャベリン、サーブ 32 ランセン、サーブ 35 ドラケン、SEPECAT ジャギュア、スーパーマリン シミター、CAC Sabreである。いくつかのガンポッド型も存在し、ホーカー・シドレー ハリアー（アメリカではAV-8A/C）やBAe シーハリアーが機体下に搭載可能で、スウェーデンにはFFN Adenが存在するが、とりわけBAe ホークが用いる。FFV Adenは、砲本体と砲弾150発を搭載し、全長3.85m、満載重量364kgである。
MG213をベースに開発されたADENは、同じくMG213を基にしたフランスのDEFA 550と酷似しており、両者とも同射程の30mm機関砲弾を用いる。

## ADEN25
ADEN Mk 5は、ADEN 25の元となった。ADEN 25は、いくらか大型化した兵器となり（全長2.29m、重量92kg）、アメリカのGAU-12 イコライザーのように新規格のNATO 25mm砲弾をより高速な初速1,050m/sで射撃する。また、より軽量な弾薬は1,650-1,850発という、より高い発射レートも同様にもたらした。
だが、開発は重量削減目標を達成できないという問題に悩まされた。最終的にこの計画は1999年にキャンセルされてしまった。この結果、ハリアー GR.7/GR.9は、機関砲が装備されないまま2010年末に退役した。
艦隊航空隊のシーハリアーは、2006年の退役までADENを装備していた。

## 採用国
オーストラリア
- オーストラリア空軍 - CAC Sabre

 バーレーン
- バーレーン空軍

 ベルギー
- ベルギー空軍 - ホーカー ハンター

 チリ
- チリ空軍 - ホーカー ハンター

 デンマーク
- デンマーク空軍 - ホーカー ハンター

 フィンランド
- フィンランド空軍 - フォーランド ナット

 イラク
- イラク空軍 - ホーカー ハンター

 インド
- インド空軍 - ホーカー ハンター、フォーランド ナット、HF-24 マルート
- インド海軍 - ハリアー

 インドネシア
- インドネシア空軍

 ヨルダン
- ヨルダン空軍 - ホーカー ハンター

 ケニア
- ケニア空軍 - ホーカー ハンター

 クウェート
- クウェート空軍 - ホーカー ハンター、イングリッシュ・エレクトリック ライトニング

 レバノン
- レバノン空軍 - ホーカー ハンター

 オランダ
- オランダ空軍 - ホーカー ハンター

 マレーシア
- マレーシア空軍

 オマーン
- オマーン空軍 - ホーカー ハンター

 ペルー
- ペルー空軍 - ホーカー ハンター

 カタール
- カタール空軍 - ホーカー ハンター

 ローデシア（現在は ジンバブエ）
- ローデシア空軍（後のジンバブエ空軍） - ホーカー ハンター

 サウジアラビア
- サウジアラビア空軍 - ホーカー ハンター、イングリッシュ・エレクトリック ライトニング

 シンガポール
- シンガポール空軍 - ホーカー ハンター、A-4SU スーパースカイホーク

 南アフリカ共和国
- 南アフリカ空軍

 大韓民国
- 大韓民国空軍

 ソマリア
- ソマリア空軍 - ホーカー ハンター

 スペイン
- スペイン空軍

 スウェーデン
- スウェーデン空軍 - ホーカー ハンター

 スイス
- スイス空軍 - ホーカー ハンター

 タイ
- タイ王国海軍 航空隊 - ハリアー

 アラブ首長国連邦
- アラブ首長国連邦空軍 - ホーカー ハンター

 イギリス
- 艦隊航空隊 - ハリアー、ホーカー ハンター
- イギリス空軍 - ハリアー、ホーカー ハンター、イングリッシュ・エレクトリック ライトニング

 アメリカ合衆国
- 海兵隊航空団

## 諸元
- 形式：単砲身機関砲
- 口径：30x113mm
- 動作方式：リヴォルヴァーカノン
- 砲身長：1.59m
- 重量：87.1kg
- 発射レート：1,200-1,700発毎分
- 初速：741m/s
- 投射重量：220g